# Volkswagen Tiguan
De Volkswagen Tiguan is een compacte SUV van de Duitse autoproducent Volkswagen. De auto werd voor het eerst voorgesteld op de IAA van 2007 in Frankfurt. In 2006 werd het concept van deze auto voor het eerst getoond op de Los Angeles Auto Show.
De Tiguan II, in productie sinds 2016, maakt gebruik van het Volkswagen MQB-platform van de Volkswagen Passat. Alleen de Trendline-uitvoering van de Tiguan II heeft voorwielaandrijving. De rest beschikt over 4Motion vierwielaandrijving dat gebruikmaakt van dezelfde Haldex koppeling als de Volkswagen Golf. De Tiguan is verkrijgbaar met een 1,5 TSI, 2,0 TSI benzinemotor en een 2,0 TDI dieselmotor. De grootste concurrenten van de Tiguan zijn de Toyota RAV4, Nissan Qashqai, de Audi Q3 en de BMW X1. De Tiguan heeft in tegenstelling tot de Audi Q3 niet het Golf-platform, maar het Passat-platform.
De Tiguan wordt samen met de Touran onder meer gebouwd in Wolfsburg.

## Uitvoeringen
De Tiguan is in vijf verschillende uitvoeringen verkrijgbaar:
- Trendline
- Comfortline
- Highline
- R-line
- Platinum

Bij de EuroNCAP crashtest behaalde de Tiguan de maximale score van vijf sterren.

## Naam
Lezers van het Duitse Autobild en haar zusterbladen (o.a. AutoWeek) konden samen stemmen voor de naam van de nieuwe Volkswagen-SUV. Tiguan is uit vijf opties als winnaar gekozen. De naam is eigenlijk een samensmelting van tijger en leguaan.
Naast het winnende Tiguan was er keuze uit Rockton, Nanuk, Samun en Namib. Van alle lezers stemde 36 procent voor de winnende naam. Onder hen werd de hoofdprijs verloot: een Volkswagen Tiguan.

## Motorisatie 2019
Benzine:

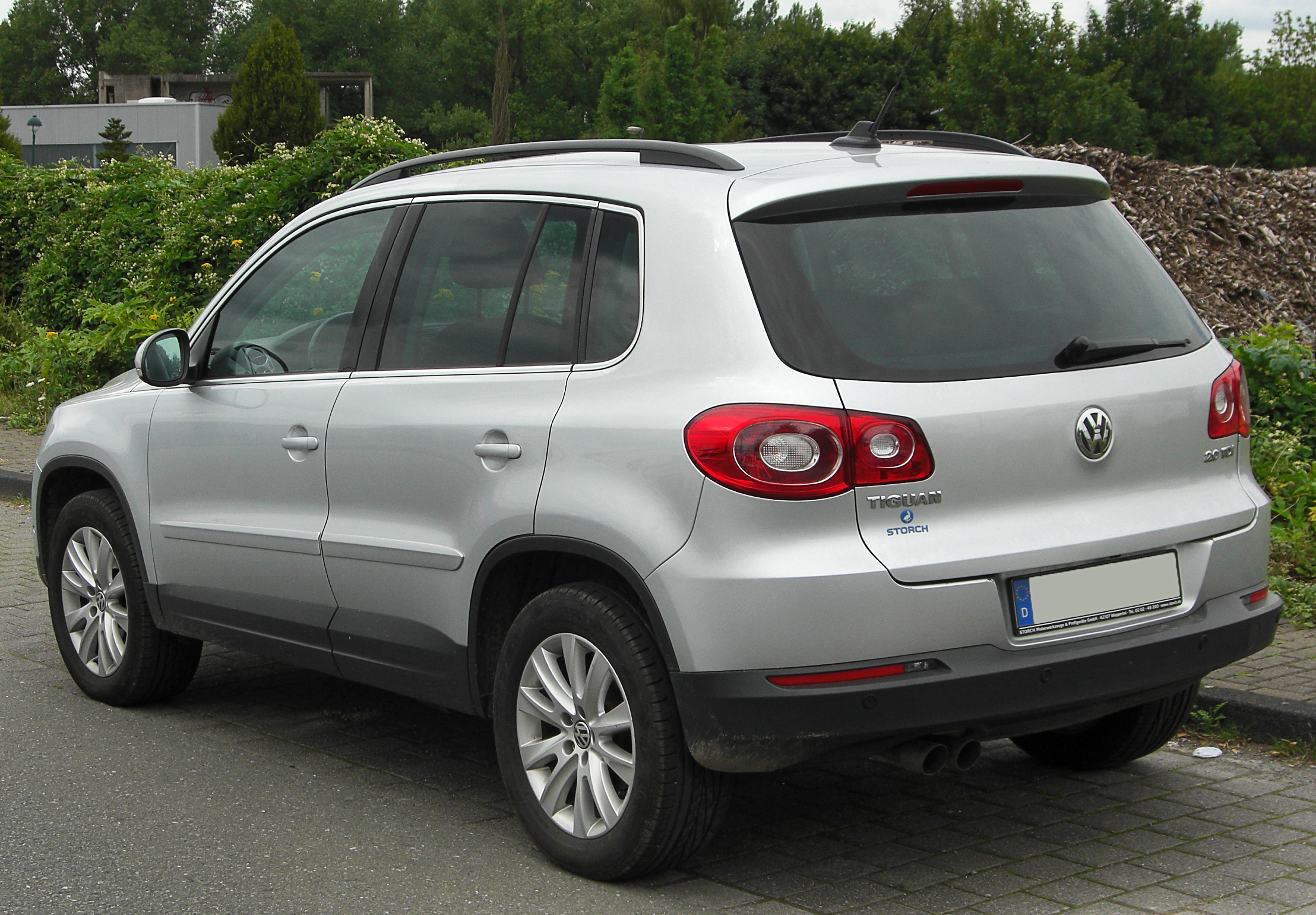
De achterzijde van de Tiguan (vorig model).

- 1.5 TSI 96 kw / 130 pk manueel (Trendline, Comfortline)
- 1.5 TSI 110 kw / 150 pk manueel (Comfortline)
- 1.5 TSI 110 kw / 150 pk automaat (Comfortline, Highline, Platinum)
- 2.0 TSI 4MOTION 140 kw / 190 pk automaat (Comfortline, Highline, Platinum)
- 2.0 TSI 4MOTION 169 kw / 230 pk automaat (Comfortline, Highline, Platinum)

Diesel:
- 2.0 TDI 85 kw / 115 pk manueel (Trendline, Comfortline)
- 2.0 TDI 110 kw / 150 pk manueel (Comfortline, Highline, Platinum)
- 2.0 TDI 4MOTION 110 kw / 150 pk manueel (Comfortline, Highline, Platinum)
- 2.0 TDI 110 kw / 150 pk automaat (Comfortline, Highline, Platinum)
- 2.0 TDI 4MOTION 110 kw / 150 pk automaat (Comfortline, Highline, Platinum)
- 2.0 TDI 4MOTION 140 kw / 190 pk automaat (Highline, Platinum)
- 2.0 TDI 4MOTION 176 kw / 240 pk automaat (Highline, Platinum)